# 타로 도해

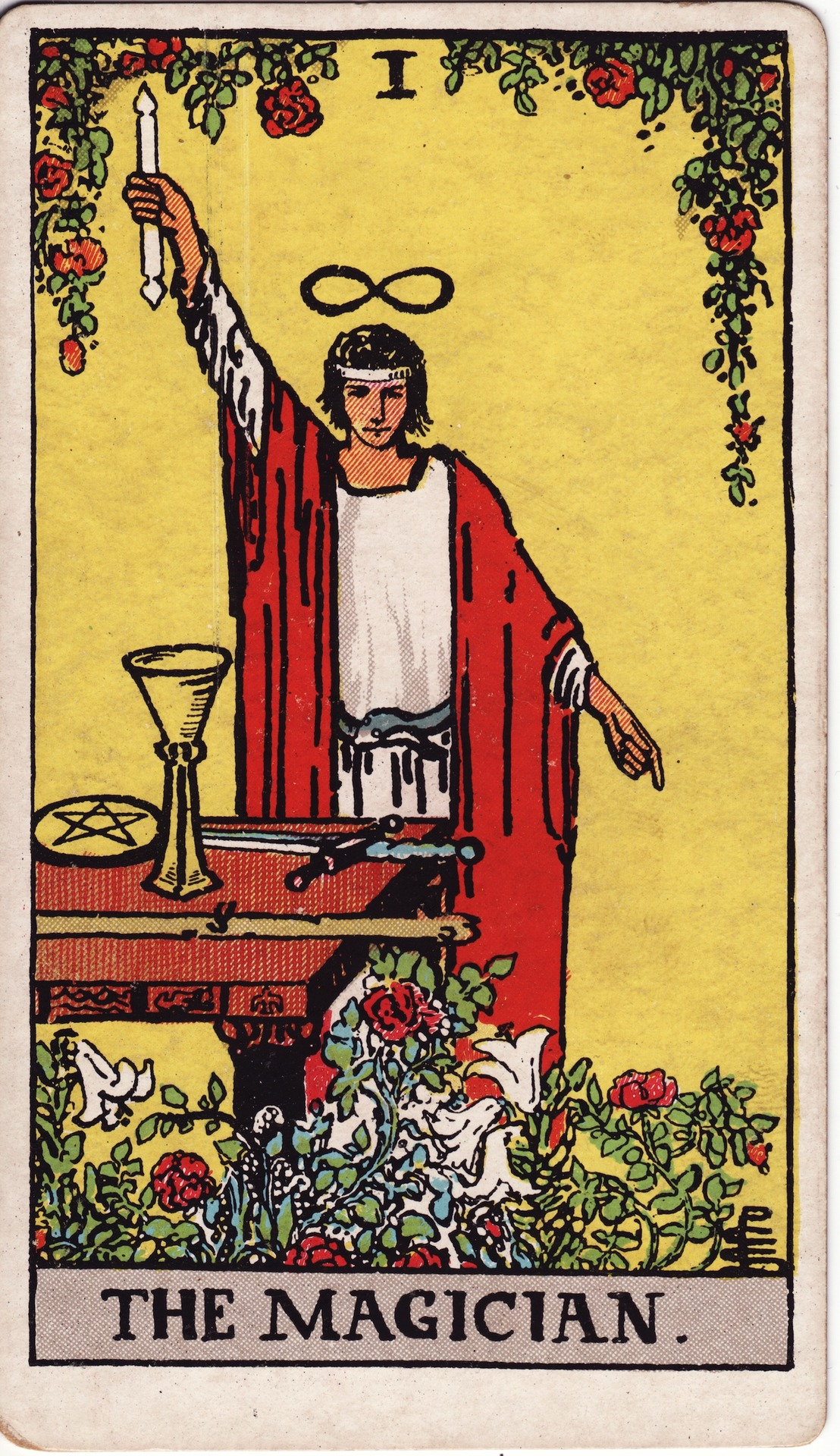
웨이트판의 마술사

 '타로 도해' (- 圖解, The Pictorial Key to the Tarot)는 영국에서 1911년, 웨이트판의 덱 카드와 함께 출판된 아서 에드워드 웨이트의 타로 운세의 해설서이다.

## 개요
웨이트는 오컬티스트지만, 덱 카드로 포함되는 심볼에 관심을 가져, 카드가 가지는 배경의 전통, 해석, 역사에 많은 조사를 실시했다.
이 책은, 웨이트 자신이 모노그래프라고 명명한 3개의 장으로부터 구성되어 있다.

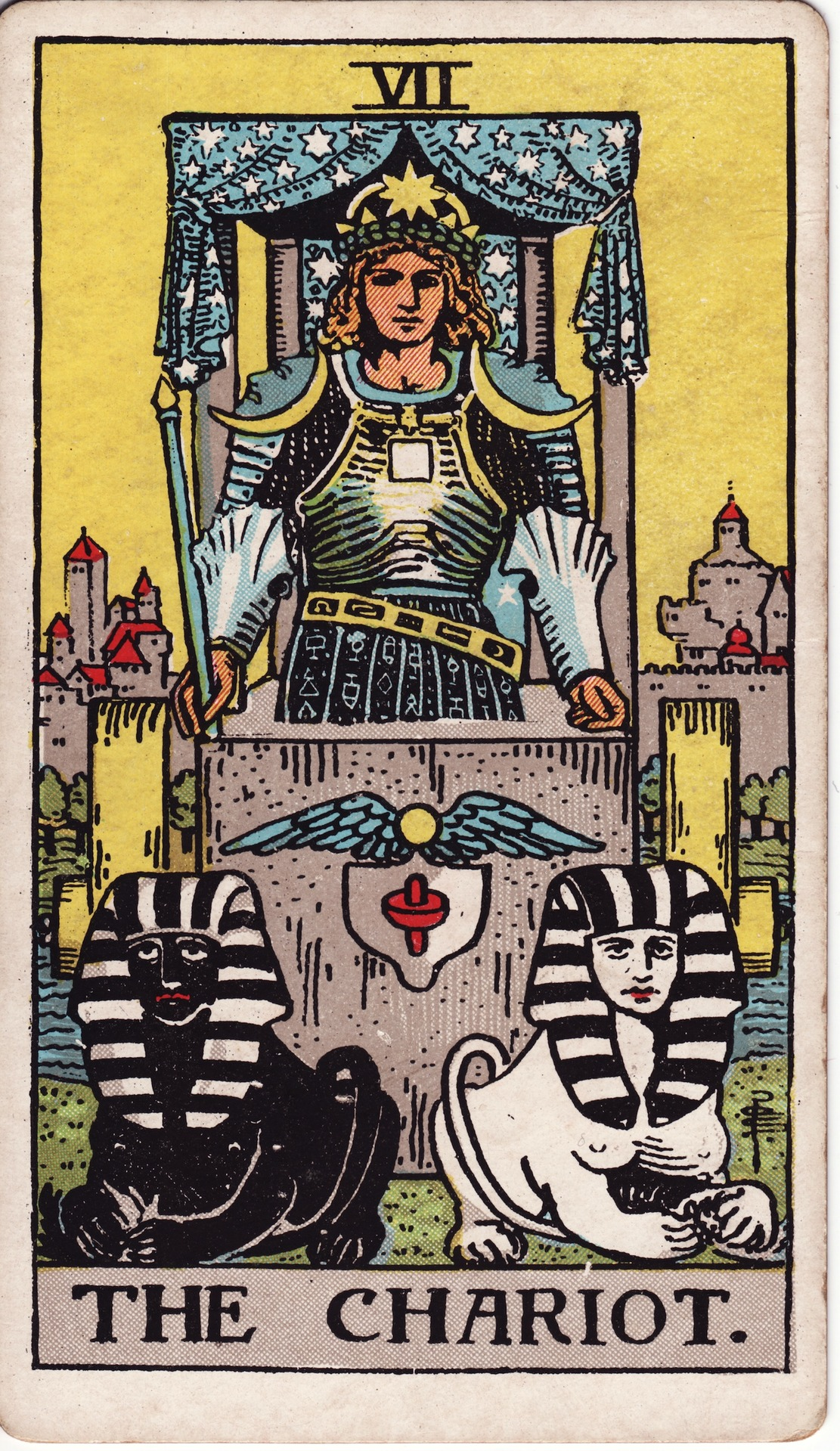
웨이트판의 전차

파트 I '보석과 심볼'
이는 타로의 역사에 근거한, 각 카드로 관련지은 전통적인 심볼의 간단한 개요이다. 웨이트는 타로가 이집트에 기원을 갖는다는, 근거가 없는 통설을 치워 15세기에 카드는 존재하지 않았다고 지적하고 있다.
파트 II, '보석의 교의'
웨이트판 덱의 78장의 흑과 흰색 플레이트의 내용 및 각 카드로 선택된 독특한 심볼의 논의. 웨이트는 초기의 프랑스의 오컬티스트인 에리파스 레비가 '전차'를 끄는 전통적인 두 마리의 스핑크스 (사자녀)를 오해에 근거해, 마음대로 말로 변경해 버렸다고 분류하고 있다.
파트 III, '오라클의 아우터 메소드'
본서가 보급에 공헌하는 유명한 켈트족 크로스식 타로 운세의 레이아웃의 설명 및, 이 카드를 사용한 운세의 주의 사항.

## 그 외
- 1918년, 미국의 LW데로렌스는 웨이트에 무단으로, 'The Illustrated Key to the Tarot: The Veil of Divination'라는 타이틀로, 이 책의 내용과 웨이트판의 대소 아르카나의 일러스트를 복제해 출판하고 있다.

## 출전
- HTML version of the 1910 text, with images

## 같이 보기
- 황금 여명회